# Bertrand Traoré
Bertrand Isidore Traoré, född 6 september 1995, är en burkinsk fotbollsspelare som spelar för Ajax. Hans äldre bror, Alain Traoré, är också en professionell fotbollsspelare.

## Karriär
Den 12 augusti 2016 förlängde Traoré sitt kontrakt i Chelsea med tre år och lånades samtidigt ut till Ajax över säsongen 2016/2017. Dagen efter debuterade Traoré i en 2–2-match mot Roda JC, där han byttes in i den 63:e minuten mot Kasper Dolberg.
Den 26 juni 2017 värvades Traoré av Lyon, där han skrev på ett femårskontrakt. Traoré debuterade i Ligue 1 den 5 augusti 2017 i en 4–0-vinst över Strasbourg.
Den 19 september 2020 värvades Traoré av Aston Villa. Den 22 augusti 2022 lånades han ut till turkiska İstanbul Başakşehir på ett säsongslån. Den 31 januari 2023 blev Traoré återkallad i förtid av Aston Villa från låneavtalet.
Den 1 februari 2024 värvades Traoré av Villarreal, där han skrev på ett halvårskontrakt. Den 15 juli 2024 värvades Traoré av Ajax, där han skrev på ett tvåårskontrakt.